# HSM-46
46ème Escadron d'hélicoptères d'attaque maritime
Le Helicopter Maritime Strike Squadron Four-Six ( HELMARSTRIKERON 46 ou HSM-46), également connu sous le nom de "Grandmasters", est un escadron d'hélicoptères de l'US Navy de la Base navale de Mayport en Floride. L'escadron fait partie du Carrier Air Wing Seven et se déploient à bord de croiseurs, destroyers, frégates et du USS George H. W. Bush (CVN-77) à l'appui d'un groupe aéronaval pilotant le SH-60 Seahawk. L'escadron avait été créé sous le nom d'Helicopter Antisubmarine Squadron (Light) Forty Six (HSL-46) le 7 avril 1988.

## Mission

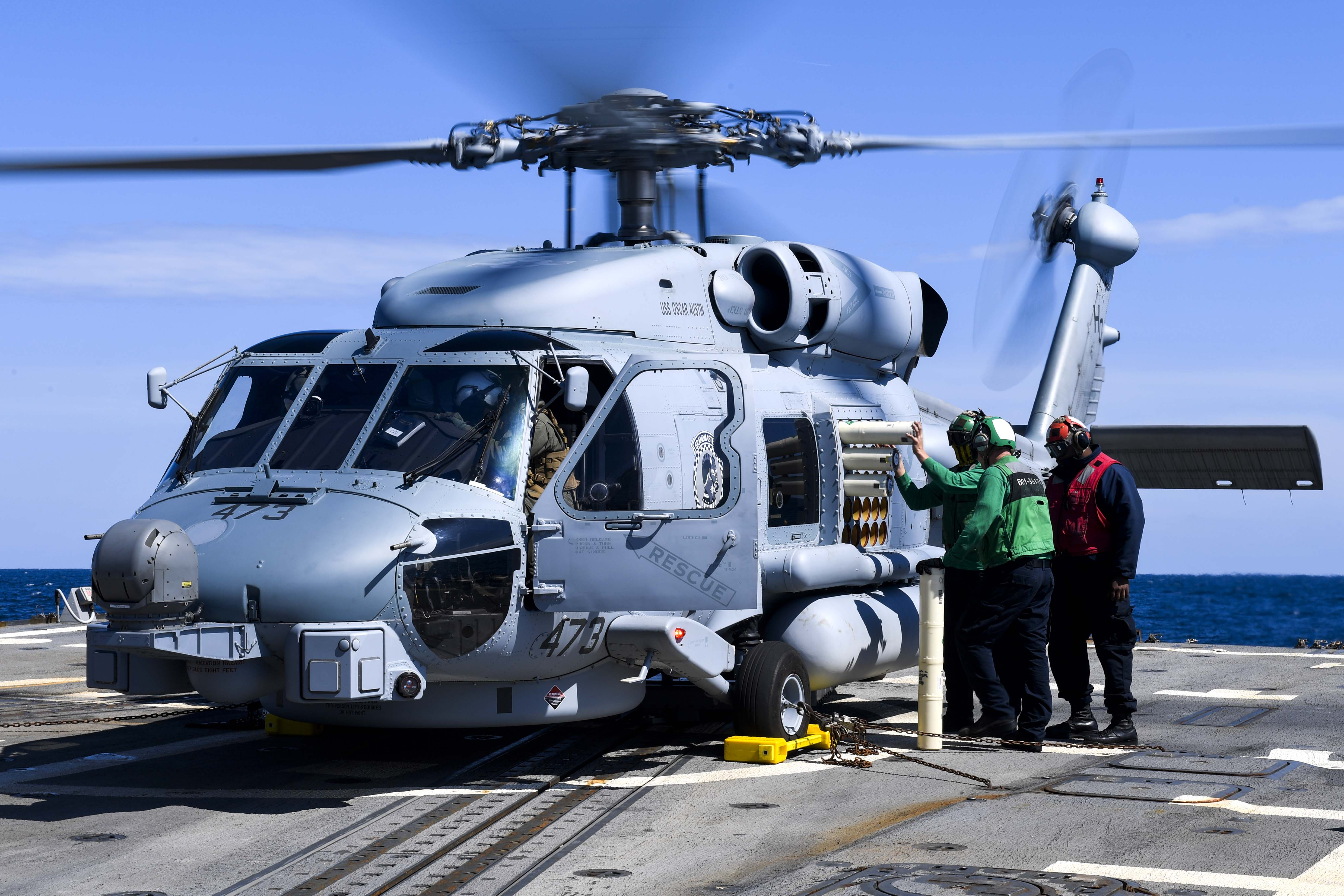
MH-60R Seahawk du HSM-46 sur USS Oscar Austin (DDG 79)

Le HSM-46 déploie des hélicoptères du programme Light Airborne Multi-Purpose System (LAMPS) sur des navires de guerre de la marine américaine effectuant des missions de recherche et sauvetage, de ravitaillement vertical, d'évacuation sanitaire, de relais de communication et de combat. Le HSM-46 déploie actuellement dix détachements à bord des navires de la flotte de l'Atlantique. Un détachement se compose normalement d'un ou deux aéronefs, de cinq à six pilotes, de deux à trois opérateurs de capteurs, d'un chef de maintenance et de huit à douze membres du personnel de maintenance. Un détachement typique se déploie avec son navire assigné pendant six mois, avec plusieurs croisières de travail plus courtes avant un long déploiement. L'escadron relève directement du commandant de la Naval Air Force Atlantic.

## Transition du HSL-46
Le HSL-46 a été renommé HSM-46 le 1er mars 2011 à la Base navale de Mayport. Ce changement reflétait leur transition de l'utilisation du SH-60B au MH-60R, ainsi que d'un escadron expéditionnaire basé sur un détachement à l'appui d'une escadre aérienne de porte-avions.